# Laurence Saunois
 (mars 2025).
Motif : Sources attestant de la notoriété ?
- Archive Wikiwix
- Bing
- Cairn
- DuckDuckGo
- E. Universalis
- Gallica
- Google
- G. Books
- G. News
- G. Scholar
- Persée
- Qwant
- (zh) Baidu
- (ru) Yandex
- (wd) trouver des œuvres sur Wikidata

| 1. | Préciser le motif de la pose du bandeau. | Précisez le motif de la pose du bandeau en utilisant la syntaxe suivante : {{admissibilité à vérifier\|date=juin 2025\|motif=remplacez ce texte par le motif}}                        |
| 2. | Informer les utilisateurs concernés.     | Pensez à avertir le créateur de l'article, par exemple, en insérant le code ci-dessous sur sa page de discussion : {{subst:avertissement admissibilité à vérifier\|Laurence Saunois}} |

 (mars 2025).
Si vous disposez d'ouvrages ou d'articles de référence ou si vous connaissez des sites web de qualité traitant du thème abordé ici, merci de compléter l'article en donnant les références utiles à sa vérifiabilité et en les liant à la section « Notes et références ».
 (mars 2025).
 (mars 2025).
La mise en forme du texte ne suit pas les recommandations de Wikipédia : il faut le « wikifier ».
Les points d'amélioration suivants sont les cas les plus fréquents :
- Les titres sont pré-formatés par le logiciel. Ils ne sont ni en capitales, ni en gras.
- Le texte ne doit pas être écrit en capitales (les noms de famille non plus), ni en gras, ni en italique, ni en « petit »…
- Le gras n'est utilisé que pour surligner le titre de l'article dans l'introduction, une seule fois.
- L'italique est rarement utilisé : mots en langue étrangère, titres d'œuvres, noms de bateaux, etc.
- Les citations ne sont pas en italique mais en corps de texte normal. Elles sont entourées par des guillemets français : « et ».
- Les listes à puces sont à éviter, des paragraphes rédigés étant largement préférés. Les tableaux sont à réserver à la présentation de données structurées (résultats, etc.).
- Les appels de note de bas de page (petits chiffres en exposant, introduits par l'outil «  Source ») sont à placer entre la fin de phrase et le point final[comme ça].
- Les liens internes (vers d'autres articles de Wikipédia) sont à choisir avec parcimonie. Créez des liens vers des articles approfondissant le sujet. Les termes génériques sans rapport avec le sujet sont à éviter, ainsi que les répétitions de liens vers un même terme.
- Les liens externes sont à placer uniquement dans une section « Liens externes », à la fin de l'article. Ces liens sont à choisir avec parcimonie suivant les règles définies. Si un lien sert de source à l'article, son insertion dans le texte est à faire par les notes de bas de page.
- La présentation des références doit suivre les conventions bibliographiques. Il est recommandé d'utiliser les modèles {{Ouvrage}}, {{Chapitre}}, {{Article}}, {{Lien web}} et/ou {{Bibliographie}}. Le mode d'édition visuel peut mettre en forme automatiquement les références.
- Insérer une infobox (cadre d'informations à droite) n'est pas obligatoire pour parachever la mise en page.

Pour une aide détaillée, merci de consulter Aide:Wikification.
Si vous pensez que ces points ont été résolus, vous pouvez retirer ce bandeau et améliorer la mise en forme d'un autre article.
Laurence Saunois, née au Plessis-Trévise le 23 septembre 1966 est une artiste française, peintre, dessinatrice, sculptrice, photographe et  auteur, spécialisée dans la représentation de la nature (animalier, paysagiste). Son travail se distingue par un style réaliste et hyperréaliste. Elle expose dans de nombreux pays et son travail a reçu de nombreux prix et distinctions.

## Biographie
Laurence Saunois a toujours eu une affinité profonde avec le dessin. Enfant, elle est fascinée par les chevaux, qu'elle reproduit inlassablement sur le papier. Adolescente, elle développe son regard artistique en visitant les musées parisiens, notamment le Louvre. À 17 ans, sa mère souhaite l'inscrire aux Beaux-Arts de Paris. Son dossier artistique est accepté, mais son admission est refusée pour des raisons administratives, faute d’avoir atteint la majorité. Cet événement la pousse à mettre de côté sa passion pendant une décennie.
À 28 ans, un ami lui offre un coffret de peinture à l'huile, une toile et quelques pinceaux à l'occasion de Noël. Ce cadeau marque un tournant dans sa vie : elle découvre la couleur et le plaisir de peindre. Curieuse et autodidacte, elle explore diverses techniques picturales tout en poursuivant une carrière dans de grandes entreprises.
En 1997, elle prend un nouveau départ en quittant Paris pour s’installer dans la maison familiale du Lot. Elle entreprend la restauration de la demeure de son grand-père et crée un jardin paysager de 6 000 m2. Début des années 2000, elle découvre, grâce à Internet, la Society of Animal Artists aux États-Unis, une institution renommée dans le domaine de l'art animalier. Pendant quatre années, elle partage son temps entre son travail et la création artistique, peignant de jour et travaillant le soir. Son dossier est accepté par la Society of Animal Artists, lançant officiellement sa carrière.
En 2007, Laurence Saunois décide de devenir une artiste professionnelle à plein temps.
Très vite, elle multiplie les expositions aux États-Unis et dans de nombreux autres pays. En 2010, son talent est récompensé lorsqu'elle est élue Artiste Internationale de l'Année lors du prestigieux concours du BBC Wildlife Artist of the Year. Elle devient membre de l'International Guild of Realism aux États-Unis ainsi que de la Fondation Taylor en France. L'Art Renewal Center, la plus grande organisation consacrée à l’art figuratif au monde, lui décerne le titre de Maître Vivant Associé.

## Œuvre
- Si vous ne connaissez pas le sujet, laissez ce bandeau (vous pouvez alors contacter les auteurs).
- Si vous supprimez le contenu mis en cause (vous pouvez préalablement contacter les auteurs),

argumentez précisément cette suppression dans la page de discussion
(un manque de référence n'est pas un argument ; une recherche réelle de référence doit avoir été effectuée, être formellement documentée).
Son travail repose sur une observation minutieuse de la nature et une maîtrise technique qui lui permet de restituer avec précision les textures et les détails. Elle utilise principalement la peinture à l'huile, mais explore également d'autres médiums. Elle réalise des dessins au fusain, notamment dans une collection consacrée aux grands singes, travaille le scratchboard pour obtenir une finesse de trait remarquable. Elle pratique également le dessin à la plume du peintre, une technique unique dans laquelle elle utilise des plumes d'un oiseau : la bécasse des bois.
En plus de son activité de peintre et de dessinatrice, Laurence Saunois est également sculptrice. Ses sculptures, dans la lignée de son travail pictural, s'inscrivent dans une approche réaliste, voire hyperréaliste, cherchant à capturer avec précision les formes et expressions de ses sujets.
Elle est membre de 
- Fondation Taylor – Paris
- Society of Animals Artists États-Unis  - Signature Member
- Art Renewal Center[2] – États-Unis
- International Guild of Réalism – États-Unis

## Récompenses et distinctions

### France
- 2015 - Art Capital Paris – Grand Palais – Salon des Artistes Français - Médaille de Bronze
- 2016 - Société Académique Arts-Sciences-Lettres - Paris - Médaille d’argent

### Angleterre
- 2010 - BBC Wildlife Artist of the Year – BBC wildlife artist of the Year - Winner International Category
- 2016 - David Shepherd Wildlife Foundation - Wildlife Artist of the Year -  David Shepherd Choice Award

### États-Unis
- 2013 -Artistic Excellence Competition - Southwest Art magazine - Honorable mention
- 2013 - Art Renewal Center - International 2012/2013 ARC Salon - Finaliste
- BBC wildlife Artist of the Year 2013 - Finaliste International Artist
- 2014 - Art Renewal Center – International ARC Salon – ARC Staff award
- 2014 - American Art Awards – 5e place « Animal realist »
- 2014 - Art Renewal Center - International ARC Salon - Third Place Prize winner
- 2014 - International Artist Magazine Award - Style life Category - 2014 - Finaliste
- 2014 - The Artist Magazine 31th Annual Art Competition - Catégorie Wildlife Animal – Finaliste
- 2017 - International 2017/2018 Art Renewal Center Salon - "Animal Category" - Honorable Mention & Finaliste
- 2017 - International Artist Magazine - Challenge "Seascapes, rivers & Lakes" - Finaliste
- 2017 - Southwest Art Magazine - Artistic Excellence Competition - Honorable Mention - Son tableau « Espéranto » fait la couverture du magazine de décembre 2017
- 2017 - The Artist Magazine - 34 th Annual Art Competition - "Catégorie Wildlife Artist" - Finaliste
- 2018 - The Society of Animal Artists - The James Museum of Western and Wildlife Art - Saint Petersburg - Florida - "Award of Excellence"
- 2018 - Art Renewal Center – International 2018-2019 ARC Salon – ARC Honorable Mention

## Expositions personnelles
- 2018 - "Prospective" - Palais Balène - FIGEAC
- 2024 - « Animalité » - Le Viguier du Roy – FIGEAC
- 2025-2027 - « Nympheus Luminansis, les Nymphéas de la Lumière »

Dans « Nympheus Luminansis, les Nymphéas de la Lumière », Laurence Saunois met en résonance la lumière et la couleur dans une série de 10 œuvres de grand format rendant hommage à Claude Monet, maître de l'impressionnisme et à son jardin d'eau à Giverny. Cette exposition propose une immersion sensorielle où la peinture devient un écho visuel à la lumière. Présentée en avant-première à Figeac en novembre 2025, l’exposition sera ensuite exposée aux États-Unis dans le cadre d’une tournée muséale dont la première américaine aura lieu au Slater Memorial Gallery, Norwich Free Academy dans le connecticut, au Nord de New York en janvier et se poursuivra dans 4 différents musées jusqu'en juillet 2027. Nympheus Luminansis, les Nymphéas de la Lumière est une exposition produite par David J. Wagner.

## Principales expositions
Laurence Saunois a exposé dans de nombreux pays : France, Espagne, Angleterre, Belgique, États-Unis, Japon, Australie

### France
- 2014 - Salon National de Artistes Animaliers – Bry sur Marne
- 2016 - Musée François Pompon - « I have a dream » avec Michel Bassompière, sculpteur
- Art Capital Paris – Grand Palais – Salon des Artistes Français
- Art Capital Paris – Grand Palais – Salon du dessin et de la peinture à l’eau
- 2023 - Galerie Amélie - "Interior with a lamp" de David Hockney, exposition immersive Dans  cette exposition immersive, la sculpture blanche de Westie a été utilisée pour recréer l'univers de la peinture de David Hockney.

### États-Unis

#### Society of Animal Artists
Laurence Saunois a participé a plusieurs expositions de la Society of Animal Artists et à 5 National Tours où ses œuvres ont été exposées dans différents Musées américains. Ces œuvres sont parues dans les catalogues de la Society of Animal Artists à côté de celles d'artistes animaliers de renom comme Robert Bateman.
- 2008 The Neville Public Museum - Green Bay - Wisconsin - Art and the Animal
- 2018 - The Society of Animal Artists - The James Museum of Western and Wildlife Art - Saint Petersburg - Florida

National Tour - Art and the Animal 2009 - 2010 - 2011 - 2012 - 2015 - (catalogues d'expositions )
- The wildlife Experience - Parker - Colorado - Arizona
- Dunnegan Gallery of Art - Bolivar - MO
- Cultura Arts Council of Estes Parl Fine Art Gallery - Estes Park - Co
- San Angelo Museum of Fine Arts - San Angelo - Texas
- The Rolling Hills Wildlife Adventure - Salina – Kansas

- San Diego Museum - Californie
- Sonora Desert Museum Art Institute - Tucson - Arizona
- Green Acres Art Center - Cincinnati - Ohio

- Dennos Museum Center - Traverse City - MI

- Pinninsula Fine Art Center - Newport News - VA
- Appleton Museum of Art - Ocala - Florida
- Albany Museum of Art
- The R.W. Norton Art Gallery – Sheveport - Louisiane

BIRDS IN ART au Leigh Yawkey Woodson Art Museum : 2014   – 2016 – 2017 - 2019   - 2022 
Laurence Saunois a participé plusieurs fois à l'exposition Birds in Art, la référence de l'art aviaire dans le monde, et ses œuvres ont été également sélectionnées pour des National Tour. En 2017, une des ces œuvres est entrée dans les collections du musée qui en a fait l'acquisition.
2018 – National Tour :
- The Chicago Academy of Sciences, Peggy Notebaert Nature Museum, Chicago
- Stamford Museum & Nature Center, Stamford, Connecticut
- Cumming Nature Center, Rochester Museum & Science Center, Naples, New York
- Newington-Cropsey Foundation, Hastings-on-Hudson, New York
- Las Cruces Museum of Art, Las Cruces, New Mexico

2023 – National Tour :
- Newington-Cropsey Foundation, Hastings-on-Hudson, New York
- Muscatine Art Center, Muscatine, Iowa
- Hansen Museum, Logan, Kansas

ART RENEWAL CENTER
Voir 2018 -2019 International ARC Salon Exhibition et « Expositions du 13ème salon de l'ARC »
- Salmagundi Club – New-York
- Sotheby's – Los Angeles
- European Museum of Modern Art (MEAM) – Barcelone

## Collections muséales
- En 2017 , le Leigh Yawkey Woodson Art Museum  se rend acquéreur pour ses collections de son tableau Esperanto, une huile sur toile représentant un pigeon blanc rétroéclairé sur fond noir.

## Galries d'art
Laurence Saunois est représentée aux États-Unis à Tulsa en Oklahoma et en France à Paris.

## Presse et médias
Laurence Saunois a eu de nombreux articles de presse régionale et nationale au sujet de son travail. Au début de sa carrière, l'émission "30 millions d'amis" réalise un reportage sur son travail "Des animaux en peinture"
- 2008 – Magazine Dessins et Peintures – Laurence Saunois, un hyperréalisme assumé »
- 2012 – Magazine Dessins et Peintures – Laurence Saunois, « Artiste et Militante »
- 2020 – Magazine Dire Lot : « La fibre artistique est dans sa nature »
- 2020 – Hyperrealism magazine

- 2011 - Télévision : 30 millions d'amis : "Des animaux en peinture"[6]
- 2016 - Émission "C'est au programme" avec Sophie Davant

## Artiste écologique et naturaliste
En 2011, le jardin de Laurence Saunois est l'un des 5 jardins Lauréat du premier concours national Ecophyto porté par la Société Nationale d'Horticulture de France et le Ministère de l'Environnement. Son jardin naturel, écologique, sans aucun pesticide ou produit phytosanitaire a la particularité de n'être jamais arrosé. Ce jardin possède une collection d'iris, d' arbres fruitiers de variétés anciennes et mélange plantes sauvages, plantes comestibles et plantes botaniques.
La presse a réalisé quelques articles sur son jardin:
- 2011 – France 3 – Journal 19/20 – reportage  - Les papillons au Jardin de Jammary chez Laurence Saunois[8]
- 2012 – Rustica – Nos belles rencontres « fini l'arrosage »